# Indotyphlops schmutzi
Indotyphlops schmutzi — вид змій родини сліпунів (Typhlopidae). Ендемік Індонезії.

## Поширення і екологія
Indotyphlops schmutzi мешкають на островах Комодо і Флорес в архіпелазі Малих Зондських островів. Вони живуть у напіввічнозелених сухих рівнинних тропічних лісах.